# Eugenia woodburyana
Eugenia woodburyana är en myrtenväxtart som beskrevs av Brother Alain. Eugenia woodburyana ingår i släktet Eugenia och familjen myrtenväxter. IUCN kategoriserar arten globalt som akut hotad.
Artens utbredningsområde är Puerto Rico. Inga underarter finns listade i Catalogue of Life.